# Antitrogus adamsi
Antitrogus adamsi är en skalbaggsart som beskrevs av Britton 1978. Antitrogus adamsi ingår i släktet Antitrogus och familjen Melolonthidae. Inga underarter finns listade i Catalogue of Life.